# Puhuruhuru aotearoa
Puhuruhuru aotearoa är en kräftdjursart som beskrevs av Duncan 1994. Puhuruhuru aotearoa ingår i släktet Puhuruhuru och familjen tångloppor. Inga underarter finns listade i Catalogue of Life.